# Gonia atrata
Gonia atrata là một loài ruồi trong họ Tachinidae.